# Ferrino
Ferrino S.p.A. je italský výrobce outdoorového vybavení. Cesare Ferrino ji založil v roce 1870, kdy si nechal patentovat nový postup při výrobě nepromokavých textilií. Začátky této firmy jsou spojeny s firmou FIAT, pro kterou Ferrino vyrábělo nepromokavé plachty na vozy. 
V současnosti je jednou z nejstarších outdoorových značek, se kterou se spojují jména jako Reinhold Messner, Carla Perotti a mnoho dalších..V roce 1994 přichází Ferrino s novou řadou výrobků High Lab, na kterou poskytuje doživotní záruku na materiál a zpracování.